# Grevillea manglesii
Grevillea manglesii  es una especie de arbusto  del gran género  Grevillea perteneciente a la familia  Proteaceae. Es originaria de un área alrededor de Perth en Australia Occidental. 

## Descripción
Alcanza un tamaño de alrededor de 3 metros de altura y 4 metros de ancho y produce flores blancas durante todo el año.

## Cultivo
Esta especie es resistente en el cultivo, incluyendo las zonas húmedas y ha demostrado ser útil como un arbusto de selección. Crecerá tanto a pleno sol como en sombra parcial y prefiere una situación de buen drenado.

## Taxonomía
Grevillea manglesii fue descrita por (Graham) Planch. y publicado en Hortus Donatensis 96. 1858.
Etimología
Grevillea, el nombre del género fue nombrado en honor de Charles Francis Greville, cofundador de la Royal Horticultural Society.
manglesii: epíteto
Subespecies
- G.manglesii subsp. dissectifolia (McGill.) McGill.
- G. manglesii (Graham) Planch. subsp. manglesii
- G. manglesii subsp. ornithopoda (Meisn.) McGill.

Sinonimia
- Anadenia manglesii Graham
- Grevillea cuneata (Endl.) Druce
- Grevillea glabrata (Lindl.) Meisn.
- Manglesia cuneata Endl.
- Manglesia glabrata Lindl.[4]